# Philipp Johann Ferdinand Schur
Pour les articles homonymes, voir Schur.
Philipp Johann Ferdinand Schur (18 février 1799 – 27 mai 1878) est un pharmacien, chimiste et botaniste germano-autrichien.

## Biographie
Philipp Johann Ferdinand Schur est né le 18 février 1799 à Königsberg. Il étudie la pharmacie et la chimie à Königsberg puis à Berlin mais échoue à obtenir un doctorat avec son ouvrage Metamorphosis plantarum secundum sententiam hodie praevalentem exposita atque exemplis illustrata. Il se rend alors à Vienne où il travaille comme chimiste dans des usines.
En parallèle de son activité professionnelle, il s'intéresse à la flore et collecte de nombreux spécimens au cours d'excursions botaniques. En 1866, il publie son œuvre principale Enumeratio plantarum Tanssilvaniae, exhibens: stirpes phanerogamas sponte crescentes atque frequentius cultas, cryptogamas vasculares, characeas etiam muscos hepaticasque.
Il meurt le 27 mai 1878 à Bielitz des suites d'une pneumonie.